# Parafili
Parafili (af græsk para- og -fili) er i sexologien og psykologien en betegnelse, der beskriver seksuel drift forbundet med særlige objekter eller situationer, særligt sådanne som kan forstyrre muligheden for gensidig kærlighed.[kilde mangler] Parafili kan også bruges generelt om afvigende seksuelle praksisser, uden at udøveren derved forstår noget sygeligt.[kilde mangler]

## Klinisk definition
En parafili regnes normalt ikke for interessant af klinikere, hvis ikke den tillige volder den pågældende problemer eller stærkt hæmmer hans/hendes normale seksuelle udfoldelse.[kilde mangler] Tidligere ansås visse parafilier imidlertid for at være sociopatiske seksuelle perversioner (også nu til dags kaldet fetish'er), herunder (i gamle dage) fx homoseksualitet, der nu om dage ikke anses for en forstyrrelse.[kilde mangler]
Ordet bruges i den amerikanske diagnosemanual DSM-IV og i ICD-10. Den amerikanske psykiaterforening APA afholdt i 2003 et møde, hvor man drøftede et forslag om at parafilierne skulle fjernes fra sygdomslisten DSM-IV med den begrundelse, at de ikke er rigtige sygdomme, og at diagnoserne kun tjener til at stigmatisere patienterne.[kilde mangler] Men et flertal gik af forskellige grunde ind for at bevare parafilierne som forstyrrelser.[kilde mangler]

## Lægmandsopfattelsen
Parafili bruges undertiden af lægfolk i en mere fordømmende eller fordomsfuld forstand, analogt med det ældre perversion; nemlig til at kategorisere seksuelle drifter, tilbøjeligheder og aktiviteter, der ligger uden for, hvad samfundet betragter som normalt.[kilde mangler] Mange seksuelle aktiviteter, der nu anses for at være harmløse eller sågar gavnlige (som fx onani eller analsex) har til andre steder og tider været opfattet som perversioner eller psykoseksuelle lidelser, og det er vedvarende omstridt, hvordan disse fænomener skal betragtes.[kilde mangler]

## Kliniske advarsler
Det er værd at overveje typiske kliniske advarsler mod fejlagtige opfattelser vedr. parafilier:
- "Parafilier er ... seksuelle fantasier, drifter og adfærdsformer, som regnes for afvigende mht. de kulturelle normer ..."
- "Selv om adskillige af disse lidelser kan sættes i forbindelse med aggression eller skade, er andre i sig selv hverken voldelige eller aggressive ..."
- "Grænsen for social såvel som seksuel afvigelse er i høj grad bestemt af kulturel og historisk kontekst. Som sådan regnes seksuelle tilbøjeligheder, der tidligere opfattedes som parafilier (fx homoseksualitet), nu for variationer af normalseksualitet; ligeså gælder, at seksualadfærd, der nu regnes for normalt (fx onani), tidligere var kulturelt proskriberet."

(Kilde: Psychiatric Times Arkiveret 2. juli 2006 hos  Wayback Machine) (engelsk)  (Webside ikke længere tilgængelig)

## Begrebets historie
Begrebet parafili blev lanceret af en af Freuds tidligere elever, psykoterapeuten Wilhelm Stekel. Det fandt ikke nogen stor udbredelse før 1950'erne, og først i 1980 fandt det indpas i den engelske "Diagnostic and Statistical Manual of Mental Disorders" (DSM). Begrebet blev brugt af Freud såvel som af sexologen John Money.

## Klinisk anerkendte parafilier
Der er megen diskussion om, hvilke (om overhovedet nogen) seksuelle præferencer, der skal betragtes som parafilier, og hvordan disse i givet fald skal klassificeres.[kilde mangler] Den kliniske litteratur anerkender otte større, særskilte parafilier.[kilde mangler] Ifølge DSM er det et krav for en sådan klassificering,[kilde mangler] at den pågældende aktivitet tjener som eneste kilde til seksuel tilfredsstillelse i en periode på seks (6) måneder og forårsager "udtalt foruroligelse eller interpersonelle problemer". De otte er:
- ekshibitionisme: den vedvarende trang eller tendens til at afdække ens genitalier over for uforvarende.
- fetichisme: anvendelsen af ikke-seksuelle objekter eller dele af en persons krop for at opnå seksuel tilfredsstillelse. De sidste kaldes også partialisme.
- frotteurisme: den vedvarende trang eller tendens til at berøre eller gnubbe sig op ad uforvarende for at opnå seksuel tilfredsstillelse.
- masochisme: den vedvarende trang eller tendens til ville ydmyges, slås, bindes eller på anden måde bringes til at lide.
- sadisme: den vedvarende trang eller tendens til at påføre andre smerte eller lidelse for derved at opnå seksuel tilfredsstillelse.
- pædofili: den seksuelle tiltrækning til præpubertære børn.
- transvestisme: den seksuelle tiltrækning til tøj, der er karakteristisk for det andet køn.
- voyeurisme: den vedvarende trang eller tendens til at observere en uforvarende person, der er nøgen, er ved at klæde sig af eller som er i færd med seksuelle aktiviteter.

Derudover slås "andre parafilier" sammen i en samlegruppe.
Den seksuelle orientering homoseksualitet anførtes tidligere som en parafili i DSM-I (1952) og DSM-II (1968), men er fraværende i DSM-III (1980) og DSM-IV (1994) i overensstemmelse med en holdningsændring blandt psykiatere. Homoseksualitet nævnes stadig, men blot i forbindelse med evt. skadevirkninger af at undertrykke homoseksualitet. Tilsvarende blev zoofili udsat for klinisk reevaluering mellem DSM-III og DSM-IV som følge af nyere forskning, og regnes nu ikke for et klinisk problem, hvis ikke det har negative konsekvenser for den pågældende.
Undersøgelser viser, at stort set alt teoretisk set kan seksualiseres, under de rette omstændigheder, og at parafilier derfor – i hvert fald i teorien – kan omfatte stort set ethvert tænkeligt forhold og dermed er potentielt uendelige i antal.